# Schlichtbartvogel
Der Schlichtbartvogel (Pogoniulus simplex) ist eine Vogelart aus der Familie der Afrikanischen Bartvögel. Dieser unauffällig gefiederte Zwergbärtling kommt in Ostafrika südlich des Äquators vor. Die Art ist monotypisch, Vögel aus Südmalawi und Mosambik werden jedoch manchmal als Unterart Pogoniulus simplex hylodytes Clancey, 1984 aufgeführt, die heute aber als Synonym zur Nominatform betrachtet wird. Die International Union for Conservation of Nature and Natural Resources (IUCN) stuft den Schlichtbartvogel auf Grund des großen Verbreitungsgebietes und der scheinbar stabilen Population als nicht gefährdet (least concern, LC) ein.

## Erscheinungsbild
Schlichtbartvögel erreichen eine Körperlänge von 9 Zentimeter. Die Männchen haben eine Flügellänge von 4,9 bis 5,1 Zentimetern. Die Schnabellänge beträgt 0,9 bis 1,2 Zentimeter. Der Schwanz erreicht eine Länge von 2,4 bis 2,9 Zentimeter. Weibchen haben ähnliche Körpermaße. Es besteht kein auffälliger Sexualdimorphismus.
Männchen und Weibchen sind vom Oberkopf bis zur Mitte des Rückens gelbgrün. Die Kopfseiten sind etwas blasser, vom Zügel bis unterhalb der Augen befindet sich eine unscharfe, häufig nur angedeutete mattweiße Linie. Die Ohrdecken sind gelblichbraun. Die hintere Rückenhälfte ist grüngelb, der Bürzel ist goldgelb bis gelb. Die Flügel sind oliv-schwarz, die Flügelbinde gelb. Die Oberschwanzdecken sind schwarz, die Federn mit grünlichen Spitzen. Die Schwanzfedern sind schwarzgrün mit mattgrünen Federsäumen. Das Kinn und die Kehle sind grau-gelb, die Brust ist matt olivgelb und hellt an den Seiten etwas auf. Die Flanken und der Bauch sowie die Unterschwanzdecken sind weißgelb. Die Schnabelbasis und das hintere Schnabeldrittel sind gelblich, der übrige Schnabel ist schwarz. Die unbefiederte Haut rund um die Augen ist grau, die Augen sind graubraun bis braun. 
Der Schlichtbartvogel kann mit dem Olivbartvogel verwechselt werden, dessen Verbreitungsgebiet sich weiträumig mit dem des Schlichtbartvogels überlappt. Der Olivbartvogel, der zur Gattung Stactolaema gehört, ist jedoch deutlich größer, hat einen kräftigeren Schnabel und weist kein Gelb am Bürzel auf. Der Gelbbüschel-Zwergbärtling ist dagegen deutlich stärker gemustert als der Schlichtbartvogel.

## Verbreitungsgebiet
Der Schlichtbartvogel hat ein fragmentiertes Verbreitungsgebiet. Er kommt vom Arabuko-Sokoke-Nationalpark in Kenia bis zum Uluguru in Tansania vor. Davon isoliert gibt es Vorkommen in Südtansania, auf Sansibar, im Südosten Malawis und in Mozambique. Die Höhenverbreitung variiert abhängig von der geographischen Breite und den lokalen Gegebenheiten. In Kenia kommt er bis auf zu 900 Höhenmetern vor, in Malawi dagegen noch auf 1.525 Höhenmetern. Mit dem nahe verwandten Bergbartvogel ist er parapatrisch.

## Lebensweise
Der Schlichtbartvogel ist eine Vogelart, die überwiegend Wälder der Tiefebenen besiedelt und nur vereinzelt auch in Bergwäldern vorkommt. Gelegentlich ist er auch in Mangrovenwäldern zu finden. Er kommt vorwiegend im dichten Unterholz vor, sucht aber gelegentlich auch in Baumwipfeln nach Nahrung. Anders als der Feuerstirn-Bartvogel und der Gelbbüschel-Zwergbärtling meidet er Gärten und ähnliches Kulturland. Die Nahrung besteht überwiegend aus Früchten. Es handelt sich um aggressive Vögel, die ihr Revier energisch gegenüber Artgenossen und andere Zwergbärtlinge verteidigen. Über die Fortpflanzungsbiologie dieser Art ist nahezu nichts bekannt.

## Belege